# مفارقة لومبارد
مفارقة لومبارد (بالإنجليزية: Lombard's paradox)‏ هي حالة تصف انقباض العضلات المتناقض في البشر، فعند النهوض للوقوف من وضعية الجلوس أو القرفصاء تنقبض عضلات باطن الركبة ورباعية الروؤس في نفس الوقت ،على الرغم من كونهما متناهضتين.
العضلة المستقيمة الفخذية المتعلقة بمفصلين العاملة على الورك لها عزم دوران للورك أقصر من أوتار باطن الركبة، ومع ذلك فإن عزم الدوران للعضلة المستقيمة الفخذية أكبر في الركبة من عزم دوران عضلة باطن الركبة عليها، وهذا يعني أن الانقباض بواسطة المستقيمة الفخذية وباطن الركبة سيؤدي إلى تمدد الورك والركبة، يضيف تمديد الورك أيضًا مكون تمدد سلبي إلى المستقيمة الفخذية مما يؤدي إلى قوة ممددة للركبة، تسمح هذه المفارقة بحركة فعالة خاصة أثناء المشي.